# Josep Clua i Granyena
Josep Clua i Granyena (segle XVII - segle xviii), fou membre fundador de l'Acadèmia dels Desconfiats de Barcelona, doctor en teologia i catedràtic de retòrica.
Estudià a la Universitat de Barcelona la carrera eclesiàstica, i arribà a ser doctor en teologia,. Centrà els seus estudis especialment en els textos bíblics i l'escolàstica tomista.
Fou fundador de l'Acadèmia dels Desconfiats i en la publicació d'aquesta institució, les Nenias reales y lágrimas obsequiosas..., hi figura una composició seva, en català.
Fou beneficiat de la catedral i un reconegut austriacista, motiu pel qual el 1718 fou delatat i consegüentment exiliat juntament amb els canonges Amigant, Saiol i Fogueres; passà a residir a Tortosa, si bé consta que l'any 1720 se'ls permeté tornar a Barcelona.